# Santa Catarina Voleybol Clube
Pour les articles homonymes, voir Santa Catarina (homonymie).
Santa Catarina Voleybol Clube est un club brésilien de volley-ball fondé en 2009 et basé à São José, évolue au plus haut niveau national (Superliga feminina). 

## Effectifs

### Saison 2010-2011
Entraîneur : Flamarion Fernandes  Brésil